# 弘前大学医療技術短期大学部
弘前大学医療技術短期大学部（ひろさきだいがくいりょうぎじゅつたんきだいがくぶ、英語: School of Allied Medical Sciences, Hirosaki University）は、青森県弘前市本町66-1に本部を置いていた日本の国立大学である。1975年に設置され、2004年に廃止された。大学の略称は弘大医短。

## 概観

### 大学全体
- 青森県弘前市に所在した日本の国立短期大学で、併設元は弘前大学医学部。
- 1951年創設の医学部附属看護学校を母体に、まずは1975年に短期大学の設置、開学となる。当初は看護系の1学科体制だったが、複数の医療技術者養成学校を母体に順次増設がなされ最終的には5学科となった。いずれの学科でも医学部付属病院での臨床実習が行われていた。
- 2000年度の入学生を最後に[注釈 1]、2004年に短期大学としての使命を終える[3]。

## 沿革
- 1951年 医学部附属看護学校設置。
- 1957年 医学部附属助産婦学校設置。
- 1967年 医学部附属衛生検査技師学校設置。
- 1969年 医学部附属診療放射線技師学校設置。
- 1972年 医学部附属衛生検査技師学校を医学部付属臨床検査技師学校に改称。
- 1975年
  - 4月22日 弘前大学医療技術短期大学部が以下の学科体制にて開学する[4]。
  - 看護科
  - 専攻科助産学特別専攻
  - 5月1日 学生数[5]/定員
    - 看護科 47[注釈 2]/50
- 1976年
  - 4月1日 看護科を看護学科に改称する。
  - 同 以下の学科が増設される。
    - 衛生技術学科

  - 5月1日 学生数[6]/定員
    - 看護学科 104[注釈 2]/100
    - 衛生技術学科 40[注 2]/40
- 1977年
  - 3月31日 左記を以て医学部附属看護学校および医学部附属助産婦学校が廃止される。
  - 4月1日 以下の学科が増設される。
    - 診療放射線技術学科

  - 5月1日 学生数[7]/定員
    - 看護学科 175[注釈 2]/150
    - 衛生技術学科 77[注 3]
    - 診療放射線技術学科 38[注 4]。
- 1978年
  - 3月31日 左記を以て医学部付属臨床検査技師学校が廃止される。
- 1979年
  - 3月31日 左記を以て医学部附属診療放射線技師学校が廃止される。
- 1980年
  - 4月1日 以下の通り学科の増設が行なわれる[8]。
    - 理学療法学科
    - 作業療法学科

  - 5月1日 学生数[9]/定員
    - 看護学科 219[注 5]/240
    - 衛生技術学科 108[注 6]/120
    - 診療放射線技術学科 108[注 7]/120
    - 理学療法学科 21[注 8]/20
    - 作業療法学科 20[注 9]/20
- 1999年
  - 5月1日 学生数[10]/定員
    - 看護学科 239[注 10]/240
    - 衛生技術学科 122[注 11]/120
    - 診療放射線技術学科 127[注 12]/120
    - 理学療法学科 60[注 13]/20
    - 作業療法学科 64[注 14]/20
- 2000年
  - 4月1日 この年度をもって学生募集を終了する[注釈 1]。
- 2004年
  - 3月31日 左記を以て正式に廃止される[3]。

## 基礎データ

### 所在地
- 青森県弘前市本町66-1

## 教育および研究

### 組織

#### 学科[注 15]
- 看護学科 入学定員80名
- 衛生技術学科 入学定員40名
- 診療放射線学科 入学定員40名
- 理学療法学科 入学定員20名
- 作業療法学科 入学定員20名

#### 専攻科
- 助産学特別専攻 入学定員20名

#### 別科
- なし

#### 取得資格について
受験資格
- 看護師:看護学科
- 臨床検査技師:衛生技術学科
- 診療放射線技師:診療放射線学科
- 理学療法士:理学療法学科
- 作業療法士:作業療法学科
- 助産師:専攻科助産学特別専攻

### 研究
- 弘前大学医療技術短期大学部『弘前大学医療技術短期大学部紀要』[12]ほか[注 16]。

## 大学関係者と組織

### 大学関係者一覧
歴代学長
- 大池弥三郎

#### 出身者
- 高清水有子 - 皇室ジャーナリスト

## 施設

### キャンパス
- 設備:医学部キャンパス内に短期大学部独自の校舎があった。

### 寮
- 弘前大学医療技術短期大学部では、弘前大学と同様「北鷹寮」・「北溟寮」と呼ばれる男子寮と「朋寮」と称した女子寮が用いられた。

### 図書館
- 弘前大学附属図書館の弘大本町地区（本町、在府町）の分館はかつて基礎校舎内の医学科用の医学図書館の他に短大部用の図書館分館が設置されていたが[14]、現在は

基礎校舎内の医学図書館に統合されている。

## 対外関係

### 系列校
- 弘前大学

## 卒業後の進路について

### 就職について
- 卒業生の大半は医療資格を活かして病院や各種医療機関に就職している[14]。

### 編入学・進学実績
- 看護学科の卒業生には弘前大学医療技術短期大学部専攻科への進学者もみられた。また、北海道教育大学教育学部養護教諭養成課程、山形大学医学部看護学科、杏林大学保健学部看護学科などの四年制大学への編入学実績も挙げられる[15]。